# Vittorio Cecchi Gori
Vittorio Cecchi Gori (Firenze, 27 aprile 1942) è un imprenditore, ex politico e produttore cinematografico italiano, figlio del noto produttore cinematografico Mario Cecchi Gori.
Il film Il postino, prodotto insieme al padre e a Gaetano Daniele, gli valse la candidatura all'Oscar al miglior film nel 1996 e gli fece vincere il BAFTA al miglior film non in lingua inglese. Tra gli altri riconoscimenti ottenuti in carriera figurano tre David di Donatello su sette candidature.
Dal 29 febbraio 2020 sconta una pena per bancarotta fraudolenta in regime di detenzione domiciliare.

## Biografia

Vittorio Cecchi Gori (a destra) con il padre Mario

Lavora sin da giovanissimo nel campo dell'imprenditoria cinematografica, a stretto contatto con il padre Mario.
A seguito della scomparsa di questi nel 1993, eredita la Cecchi Gori Group, all'epoca una delle più potenti case cinematografiche italiane ed europee, che poteva contare su varie società, anche negli Stati Uniti d'America e forte di una joint venture con Silvio Berlusconi, denominata Penta Film. Inoltre, allarga la propria sfera di attività, aspirando a rompere il duopolio televisivo italiano: nel biennio 1994-1995 acquista le reti televisive Videomusic (poi divenuta TMC 2 tra il 1996 e il 1997) e Telemontecarlo (poi diventata l'attuale LA7 nel 2001) ed entra nell'azionariato di Telepiù. Continua con successo l'attività di produttore cinematografico producendo un gran numero di film tra cui Il postino che vince un Oscar, per la migliore colonna sonora, e La vita è bella che vince tre Oscar: quello alla migliore colonna sonora, quello al miglior film straniero e quello al miglior attore protagonista Roberto Benigni (anche regista del film).
Tra il 1999 e il 2000, per sopraggiunte difficoltà economiche, è costretto a vendere molti asset, mantenendo però la proprietà di numerose sale cinematografiche nelle più grandi città italiane.
Dal 1993, anno della morte di suo padre, fino al 2002, è il diciassettesimo presidente della Fiorentina, con cui vinse un campionato di Serie B nella stagione 1993-1994, per due volte la Coppa Italia nel 1995-1996 e nel 2000-2001 e una Supercoppa italiana nel 1996. In quei tempi, la sua presidenza nella squadra "Viola" gli valse anche una certa notorietà, ma rimase coinvolto, tra il 2001 e il 2002, in gravi crisi finanziarie, tra le quali venne a causarsi il fallimento del club calcistico di sua proprietà, avvenuto nell'estate del 2002.
Impegnato anche in politica, viene eletto senatore nel Partito Popolare Italiano dal 1994 al 1996. Nel momento del voto di fiducia al primo governo Berlusconi, si assenta dall'aula favorendo così l'insediamento del nuovo presidente del Consiglio. Nel 1996 viene riconfermato nel collegio 1 della Regione Toscana. Nel 2001 si candida con L'Ulivo nel collegio di Acireale ma raccoglie solo il 33% dei voti, finendo poi indagato per voto di scambio con l'ipotesi di aver pagato i tifosi dell'Acireale, militante in Serie C2 all'epoca.
In vista delle elezioni politiche del 2006 decide di candidarsi nella circoscrizione Lazio 1: è capolista alla Camera con il Movimento per l'Autonomia, alleato con la Lega Nord, ma non viene eletto.
Il 9 luglio 2015 gli viene revocato il vitalizio insieme a dieci ex deputati ed altri sette ex senatori.
Il 25 dicembre 2017 viene ricoverato al Policlinico Gemelli di Roma in condizioni gravi ma stabili per un problema cerebrovascolare, in seguito ad un'ischemia cerebrale. Dopo essere stato tenuto in coma farmacologico per un giorno, l'indomani esce dallo stato comatoso, rimanendo comunque nel reparto di terapia intensiva. La malattia lo ha riavvicinato alla ex moglie Rita Rusić, che non vedeva da 10 anni, e ai figli Mario e Vittoria.
Fidanzato negli anni sessanta con Maria Grazia Buccella, è stato sposato dal 1983 al 2000 con l'ex attrice Rita Rusić (che dopo la separazione ha intrapreso in proprio l'attività di produttrice cinematografica) e ha successivamente avuto una relazione di tre anni con la showgirl Valeria Marini. Ha avuto anche una lunga relazione con l'attrice Mara Meis, al secolo Mara de Gennaro, rappresentante dell'Italia a Miss Mondo 1996.

## Procedimenti giudiziari
- Nel luglio 2001 Cecchi Gori ricevette un avviso di garanzia per concorso in riciclaggio. Durante una perquisizione legata all'inchiesta, in un appartamento di Palazzo Borghese (sua residenza romana) alla presenza di Valeria Marini che all'epoca conviveva con lui, venne ritrovata in cassaforte una consistente quantità di cocaina. Davanti alle domande incalzanti dei giornalisti e degli inquirenti, la definì più volte come 'zafferano'[8].
- Il 29 ottobre 2002 viene arrestato per il fallimento della Fiorentina; nel novembre 2006 è stato condannato in via definitiva dalla quinta sezione penale della Corte di cassazione a tre anni e quattro mesi di reclusione, tre dei quali coperti dall'indulto.
- È stato arrestato il 3 giugno 2008 a Roma, principale capo di imputazione bancarotta fraudolenta della Safin[9]. Il Tribunale di Roma nel 2009, in seguito al fallimento della Fiorentina, di cui Cecchi Gori è stato presidente, mette in vendita la residenza romana dell'imprenditore. Si trattava di un appartamento di 950 metri quadrati all'interno di Palazzo Borghese, valutati complessivamente oltre 24 milioni di euro[10][11][12].
- Il 25 luglio 2011 viene nuovamente arrestato per bancarotta fraudolenta. Nel corso delle investigazioni era infatti emerso che Cecchi Gori aveva distratto i beni del patrimonio sociale della Fin.Ma.Vi. spa, causando un passivo fallimentare di circa 600 milioni di euro.[13][14]
- Il 1º febbraio 2013 si conclude il processo con una condanna a 6 anni di reclusione e la confisca del capitale sociale delle società "Fin.Ma.Vi.", "Cecchi Gori Cinema e Spettacolo" e "New Fair Film" confermando anche il sequestro delle quote delle società "Adriano Entertainment" e "Vip 1997"[15].
- Il 7 ottobre 2013 viene condannato nell'ambito del processo per il crac Finmavi a sette anni di reclusione.[16] Il 27 febbraio 2020, la Cassazione conferma la condanna a 5 anni e 6 mesi di reclusione per il fallimento da 24 milioni di euro relativo a tale azienda[17][18][19], in accordo con la sentenza di appello pubblicata nel 2008.[20]
- Il 29 febbraio 2020 viene arrestato per bancarotta fraudolenta e altri reati finanziari. Dovrà scontare un cumulo di pena per complessivi 8 anni, 5 mesi e 26 giorni di reclusione[21], comprensivi della condanna confermata in Cassazione nel febbraio 2020.[22] A Cecchi Gori, che si trovava in ospedale, viene in seguito concesso il regime di detenzione domiciliare per tutta la pena, in conseguenza di vari motivi (età avanzata, mancata pericolosità sociale, condizioni di salute, sovraffollamento carcerario ed emergenza COVID-19).

## Filmografia
- Mia moglie è una strega, regia di Castellano e Pipolo (1980)
- Il bisbetico domato, regia di Castellano e Pipolo (1980)
- Mi faccio la barca, regia di Sergio Corbucci (1980)
- Non ti conosco più amore, regia di Sergio Corbucci (1980)
- Asso, regia di Castellano e Pipolo (1981)
- Innamorato pazzo, regia di Castellano e Pipolo (1981)
- Delitto al ristorante cinese, regia di Bruno Corbucci (1981)
- Borotalco, regia di Carlo Verdone (1982)
- Grand Hotel Excelsior, regia di Castellano e Pipolo (1982)
- Delitto sull'autostrada, regia di Bruno Corbucci (1982)
- Attila flagello di Dio, regia di Castellano e Pipolo (1982)
- Bingo Bongo, regia di Pasquale Festa Campanile (1982)
- La casa stregata, regia di Bruno Corbucci (1982)
- Sing Sing, regia di Sergio Corbucci (1983)
- Acqua e sapone, regia di Carlo Verdone (1983)
- Delitto in Formula Uno, regia di Bruno Corbucci (1984)
- Sotto... sotto... strapazzato da anomala passione, regia di Lina Wertmüller (1984)
- Amarsi un po'..., regia di Carlo Vanzina (1984)
- Vacanze in America, regia di Carlo Vanzina (1984)
- I due carabinieri, regia di Carlo Verdone (1984)
- Pizza Connection, regia di Damiano Damiani (1985)
- Lui è peggio di me, regia di Enrico Oldoini (1985)
- Il pentito, regia di Pasquale Squitieri (1985)
- Sono un fenomeno paranormale, regia di Sergio Corbucci (1985)
- Joan Lui - Ma un giorno nel paese arrivo io di lunedì, regia di Adriano Celentano (1985)
- Il tenente dei carabinieri, regia di Maurizio Ponzi (1986)
- Scuola di ladri, regia di Neri Parenti (1986)
- Grandi magazzini, regia di Castellano e Pipolo (1986)
- Il burbero, regia di Castellano e Pipolo (1986)
- 7 chili in 7 giorni, regia di Luca Verdone (1986)
- Ternosecco, regia di Giancarlo Giannini (1987)
- Via Montenapoleone, regia di Carlo Vanzina (1987)
- Missione eroica - I pompieri 2, regia di Giorgio Capitani (1987)
- Scuola di ladri - Parte seconda, regia di Neri Parenti (1987)
- I miei primi 40 anni, regia di Carlo Vanzina (1987)
- Io e mia sorella, regia di Carlo Verdone (1987)
- Noi uomini duri, regia di Maurizio Ponzi (1987)
- Il volpone, regia di Maurizio Ponzi (1988)
- Russicum - I giorni del diavolo, regia di Pasquale Squitieri (1988)
- Il piccolo diavolo, regia di Roberto Benigni (1988)
- La leggenda del santo bevitore, regia di Ermanno Olmi (1988)
- Big Man: Polizza droga, film TV, regia di Steno (1988)
- Big Man: La fanciulla che ride, film TV, regia di Steno (1988)
- Big Man: Boomerang, film TV, regia di Steno (1988)
- Compagni di scuola, regia di Carlo Verdone (1988)
- Fantozzi va in pensione, regia di Neri Parenti (1988)
- Caruso Pascoski di padre polacco, regia di Francesco Nuti (1988)
- Big Man: Polizza inferno, film TV, regia di Maurizio Ponzi (1988)
- Mia moglie è una bestia, regia di Castellano e Pipolo (1988)
- La chiesa, regia di Michele Soavi (1989)
- Saremo felici, regia di Gianfrancesco Lazotti (1989)
- Splendor, regia di Ettore Scola (1989)
- Che ora è, regia di Ettore Scola (1989)
- Il bambino e il poliziotto, regia di Carlo Verdone (1989)
- Ho vinto la lotteria di capodanno, regia di Neri Parenti (1989)
- La voce della Luna, regia di Federico Fellini (1990)
- Il sole buio, regia di Damiano Damiani (1990)
- Nikita, regia di Luc Besson (1990)
- Il segreto, regia di Francesco Maselli (1990)
- Willy Signori e vengo da lontano, regia di Francesco Nuti (1990)
- Tre colonne in cronaca, regia di Carlo Vanzina (1990)
- Volevo i pantaloni, regia di Maurizio Ponzi (1990)
- Evelina e i suoi figli, regia di Livia Giampalmo (1990)
- Le comiche, regia di Neri Parenti (1990)
- Il viaggio di Capitan Fracassa, regia di Ettore Scola (1990)
- Stasera a casa di Alice, regia di Carlo Verdone (1990)
- Fantozzi alla riscossa, regia di Neri Parenti (1990)
- Miliardi, regia di Carlo Vanzina (1991)
- Volere volare, regia di Guido Manuli e Maurizio Nichetti (1991)
- La setta, regia di Michele Soavi (1991)
- La bocca, regia di Luca Verdone (1991)
- Il muro di gomma, regia di Marco Risi (1991)
- Pensavo fosse amore... invece era un calesse, regia di Massimo Troisi (1991)
- Zitti e mosca, regia di Alessandro Benvenuti (1991)
- Piedipiatti, regia di Carlo Vanzina (1991)
- Johnny Stecchino, regia di Roberto Benigni (1991)
- Le comiche 2, regia di Neri Parenti (1991)
- Maledetto il giorno che t'ho incontrato, regia di Carlo Verdone (1992)
- Io speriamo che me la cavo, regia di Lina Wertmüller (1992)
- Puerto Escondido, regia di Gabriele Salvatores (1992)
- Infelici e contenti, regia di Neri Parenti (1992)
- Al lupo, al lupo, regia di Carlo Verdone (1992)
- Ricky & Barabba, regia di Christian De Sica (1992)
- Arriva la bufera, regia di Daniele Luchetti (1993)
- La voce del silenzio, regia di Michael Lessac (1993)
- Ci hai rotto papà, regia di Castellano e Pipolo (1993)
- Condannato a nozze, regia di Giuseppe Piccioni (1993)
- Il segreto del bosco vecchio, regia di Ermanno Olmi (1993)
- Storia di una capinera, regia di Franco Zeffirelli (1993)
- L'angelo con la pistola, regia di Damiano Damiani (1993)
- Fantozzi in paradiso, regia di Neri Parenti (1993)
- Nel continente nero, regia di Marco Risi (1993)
- Le donne non vogliono più, regia di Pino Quartullo (1993)
- Caino e Caino, regia di Alessandro Benvenuti (1993)
- Perdiamoci di vista, regia di Carlo Verdone (1994)
- Una pura formalità, regia di Giuseppe Tornatore (1994)
- Il postino, regia di Michael Radford (1994)
- Lamerica, regia di Gianni Amelio (1994)
- Il toro, regia di Carlo Mazzacurati (1994)
- Le nuove comiche, regia di Neri Parenti (1994)
- Prestazione straordinaria, regia di Sergio Rubini (1994)
- OcchioPinocchio, regia di Francesco Nuti (1994)
- Cari fottutissimi amici, regia di Mario Monicelli (1994)
- Camerieri, regia di Leone Pompucci (1995)
- Poliziotti, regia di Giulio Base (1995)
- La scuola, regia di Daniele Luchetti (1995)
- Viva San Isidro!, regia di Alessandro Cappelletti (1995)
- Pasolini, un delitto italiano, regia di Marco Tullio Giordana (1995)
- Al di là delle nuvole, regia di Michelangelo Antonioni e Wim Wenders (1995)
- L'uomo delle stelle, regia di Giuseppe Tornatore (1995)
- Viaggi di nozze, regia di Carlo Verdone (1995)
- I laureati, regia di Leonardo Pieraccioni (1995)
- Storie d'amore con i crampi, regia di Pino Quartullo (1995)
- Vite strozzate, regia di Ricky Tognazzi (1996)
- Uomini senza donne, regia di Angelo Longoni (1996)
- Ferie d'agosto, regia di Paolo Virzì (1996)
- Vesna va veloce, regia di Carlo Mazzacurati (1996)
- 3, regia di Christian De Sica (1996)
- Ritorno a casa Gori, regia di Alessandro Benvenuti (1996)
- Il barbiere di Rio, regia di Giovanni Veronesi (1996)
- Sono pazzo di Iris Blond, regia di Carlo Verdone (1996)
- Il ciclone, regia di Leonardo Pieraccioni (1996)
- Fantozzi - Il ritorno, regia di Neri Parenti (1996)
- La vita è bella, regia di Roberto Benigni (1997)
- Nirvana, regia di Gabriele Salvatores (1997)
- Marianna Ucrìa, regia di Roberto Faenza (1997)
- Finalmente soli, regia di Umberto Marino (1997)
- Camere da letto, regia di Simona Izzo (1997)
- Il viaggio della sposa, regia di Sergio Rubini (1997)
- Ovosodo, regia di Paolo Virzì (1997)
- Fuochi d'artificio, regia di Leonardo Pieraccioni (1997)
- Facciamo fiesta, regia di Angelo Longoni (1997)
- Il cavaliere di Lagardère, regia di Philippe de Broca (1997)
- Auguri professore, regia di Riccardo Milani (1997)
- Naja, regia di Angelo Longoni (1997)
- Banzai, regia di Carlo Vanzina (1997)
- Viola bacia tutti, regia di Giovanni Veronesi (1998)
- Abbiamo solo fatto l'amore, regia di Fulvio Ottaviano (1998)
- I miei più cari amici, regia di Alessandro Benvenuti (1998)
- I piccoli maestri, regia di Daniele Luchetti (1998)
- Così ridevano, regia di Gianni Amelio (1998)
- Gallo cedrone, regia di Carlo Verdone (1998)
- La seconda moglie, regia di Ugo Chiti (1998)
- Donne in bianco, regia di Tonino Pulci (1998)
- Un bugiardo in paradiso, regia di Enrico Oldoini (1998)
- L'amico del cuore, regia di Vincenzo Salemme (1998)
- Il mio West, regia di Giovanni Veronesi (1998)
- La gabbianella e il gatto, regia di Enzo D'Alò (1998)
- Baci e abbracci, regia di Paolo Virzì (1999)
- Bagnomaria, regia di Giorgio Panariello (1999)
- Lucignolo, regia di Massimo Ceccherini (1999)
- La fame e la sete, regia di Antonio Albanese (1999)
- Voglio stare sotto al letto, regia di Bruno Colella (1999)
- Pole pole, documentario, regia di Massimo Martelli (1999)
- Amore a prima vista, regia di Vincenzo Salemme (1999)
- Il pesce innamorato, regia di Leonardo Pieraccioni (1999)
- Fantozzi 2000 - La clonazione, regia di Domenico Saverni (1999)
- Canone inverso - Making Love, regia di Ricky Tognazzi (2000)
- C'era un cinese in coma, regia di Carlo Verdone (2000)
- Tutto l'amore che c'è, regia di Sergio Rubini (2000)
- Alex l'ariete, regia di Damiano Damiani (2000)
- Denti, regia di Gabriele Salvatores (2000)
- Zora la vampira, regia dei Manetti Bros. (2000)
- Faccia di Picasso, regia di Massimo Ceccherini (2000)
- Al momento giusto, regia di Giorgio Panariello e Gaia Gorrini (2000)
- Almost Blue, regia di Alex Infascelli (2000)
- A ruota libera, regia di Vincenzo Salemme (2000)
- Commedia sexy, regia di Claudio Bigagli (2001)
- E adesso sesso, regia di Carlo Vanzina (2001)
- Figli/Hijos, regia di Marco Bechis (2001)
- Streghe verso nord, regia di Giovanni Veronesi (2001)
- Momo alla conquista del tempo, regia di Enzo D'Alò (2001)
- Volesse il cielo!, regia di Vincenzo Salemme (2002)
- My name is Tanino, regia di Paolo Virzì (2002)
- L'anima gemella, regia di Sergio Rubini (2002)
- La vita come viene, regia di Stefano Incerti (2003)
- Opopomoz, regia di Enzo D'Alò (2003)
- L'amore è eterno finché dura, regia di Carlo Verdone (2004)
- In questo mondo di ladri, regia di Carlo Vanzina (2004)
- Il ritorno del Monnezza, regia di Carlo Vanzina (2005)
- Verso la luna con Fellini, documentario, regia di Eugenio Cappuccio (2006)
- Scusa ma ti chiamo amore, regia di Federico Moccia (2008)
- Stanno tutti bene - Everybody's Fine, regia di Kirk Jones (2009)
- La brutta copia, regia di Massimo Ceccherini (2013)
- Silence, regia di Martin Scorsese (2016)